# Almnäs gård
Almnäs gård var en herrgård och ett säteri i Tveta socken, belägen vid sjön Måsnaren i nuvarande Södertälje kommun. Gården gav området Almnäs sitt namn. Samtliga byggnader revs i slutet av 1960-talet.

## Historik

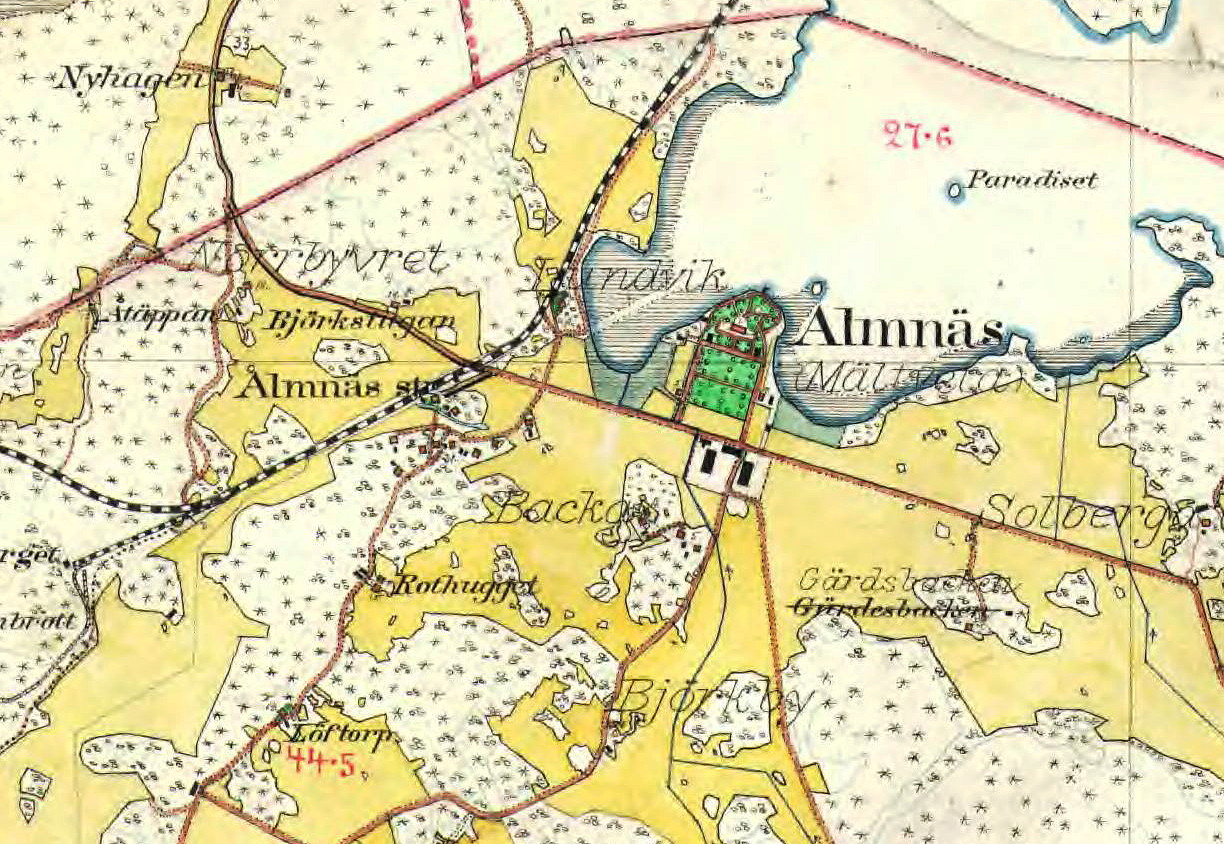
Almnäs gård och Almnäs station på Häradsekonomiska kartan från år 1900.

Ett större gravfält bestående av cirka 100  fornlämningar med 30 högar och omkring 70 runda stensättningar vittnar om att trakten var bebodd redan under forntiden (RAÄ-nummer Tveta 10:1). Almnäs gårds huvudbyggnad låg på Almnäs udd som är en halvö i sjön Måsnaren. Gårdens föregångare var kring 1600-talets mitt en del av Mältveta by bestående av tre gårdar. Dessa kom senare att förenas till två gårdar där den ena fick namnet Mältveta och den andra namnet Backa. På Häradsekonomiska kartan från 1901 benämns säteriet Almnäs med Mältveta inom parentes, Backa syns söder därom.
Almnäs som en självständig gård bildades 1875 och år 1897 friköptes den. Åren 1890–1895 anlades järnvägslinjen Norra Södermanlands järnväg över Almnäs marker och dåvarande ägaren till Almnäs gård Justus Hellsten donerade pengar till järnvägsbygget under förutsättning att han fick en station i närheten av gården. Järnvägsstationen byggdes knappt 600 meter väster om gården och fick namnet Almnäs station som invigdes 1895 (nedlagd 1968).
Almnäs gård bebyggelse bestående av corps-de-logi, två fristående flyglar, flera stora ekonomibyggnader och mindre bostadshus samt några uthus och torp. Från öster och väster ledde en lång allé fram till gårdens udde där det låg en stora fruktträdgård. Vid Almnäs fanns en omfattande mjölkproduktion som existerade från sent 1890-tal till sent 1920-tal samt ett stenbrott för finkornig granit som gick på export till bland annat Tyskland. Granit bröts på Almnäs mellan 1896 och 1925 och användes för exempelvis sockelsten för nybyggnader i närliggande städer som Södertälje, Strängnäs, Stockholm, Eskilstuna och Mariefred. Till stenbrottet gick ett stickspår från Almnäs station. Både mjölken och graniten fraktades vidare på järnvägen.

## Gårdens vidare öden

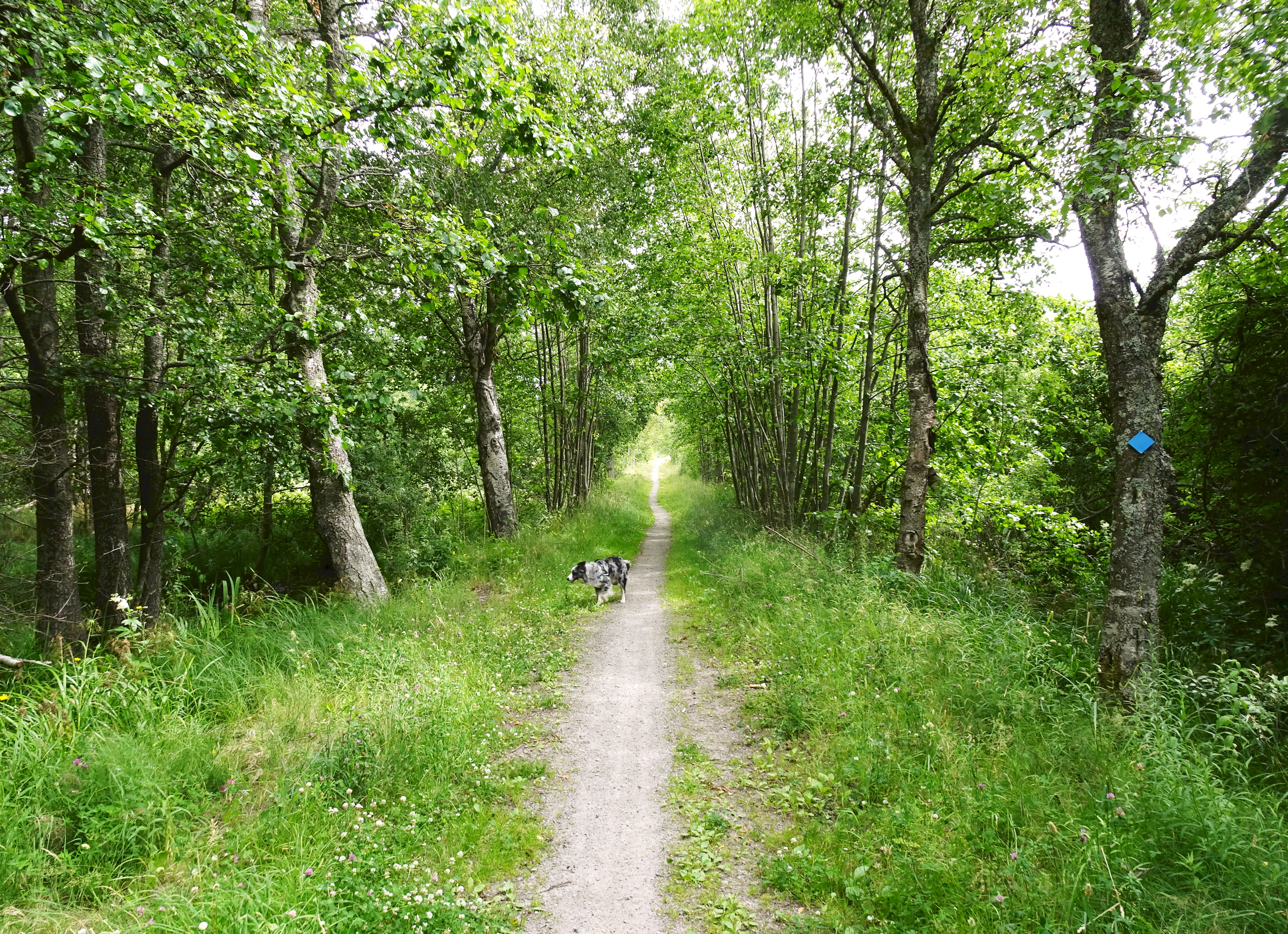
Almnäs gårds gamla allé, idag en del av Måsnarenleden, juli 2017.

I samband med att kasernetablissementet till Almnäs garnison och Svea ingenjörregemente (Ing 1) uppfördes i området var tanken att huvudbyggnaden skulle bevaras och byggas om till officersmäss. Men på grund av eftersatt underhåll samt att byggnaden var i dåligt tekniskt skick, så kom den sommaren 1969 att eldas upp. Av de byggnader som fanns inom godset, 13 torp, 7 arbetarstugor, 1 folkskola, 1 stationshus samt 1 stationsvilla, fanns vid en inventering 1973 endast sex av torpen samt stationshuset kvar. Kasernetablissementet vid Almnäs skulle militärt säkra förbindelserna över Södertäljeviken, Södertälje kanal, Brandalsund och Mörkö. Man anlade vägar och uppförde ny bebyggelse med bland annat kanslihus, verkstäder, skjutbana och förläggningar. År 1997 började verksamheten läggas ned successivt och 2003 lämnade försvaret Almnäs, men militärbebyggelsen finns kvar och nyttjas delvis av privata aktörer medan en del står tom och förfaller. Efter gårdens byggnader finns ingenting kvar. Man kan se rester i form av terrasseringar på Almnäs udde, förvildade fruktträd i engelska parken.